# Parascopioricus lancifolius
Parascopioricus lancifolius är en insektsart som först beskrevs av Brunner von Wattenwyl 1895.  Parascopioricus lancifolius ingår i släktet Parascopioricus och familjen vårtbitare. Inga underarter finns listade i Catalogue of Life.